# المرأة في وسائل الإعلام

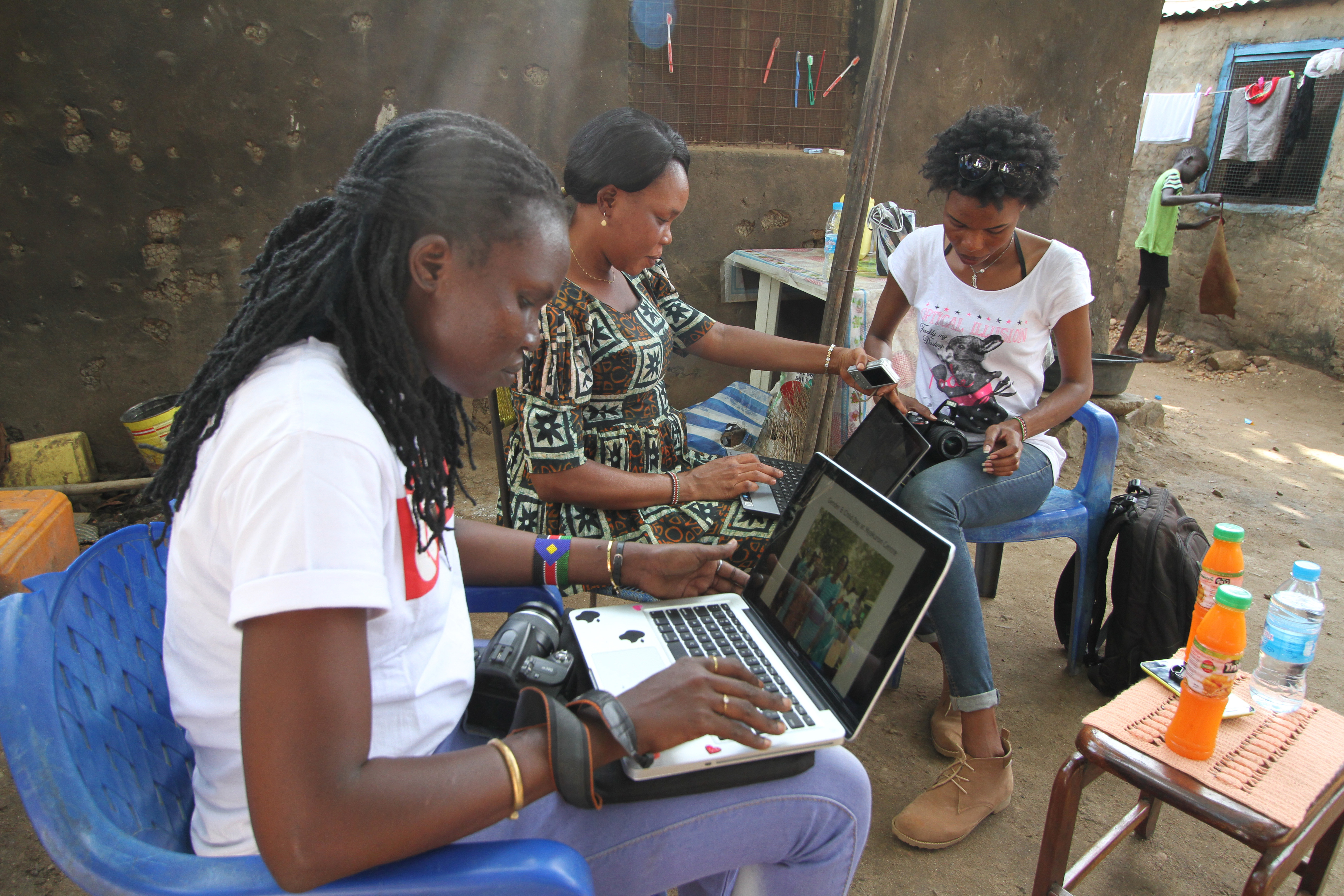

النساء في وسائل الإعلام هن الأفراد اللاتي يشاركن في وسائل الإعلام. وسائل الإعلام هي وسائل الاتصال الجماعية أو الأدوات المستخدمة لتخزين وتقديم المعلومات أو البيانات.
يدور دور المرأة في وسائل الإعلام حول المحاور الأربعة للإعلام: حرية الإعلام والتعددية الإعلامية واستقلال وسائل الإعلام وسلامة وسائل الإعلام.
لا تواجه المراه في وسائط الاعلام نفس الصعوبات والتهديدات التي يواجهها الرجل، ولكنها تعاني أيضا من عدم المساواة بين الجنسين، وقضايا السلامة، أو التمثيل الناقص.

## سلامة الصحفيين
تكمن سلامة الصحفيين والإعلاميين في قدرتهم على تلقى وتقديم وتبادل المعلومات، دون التعرض لتهديدات جسدية أو معنوية.
وتتعرض الصحفيات أيضًا لمخاطر متزايدة كالاعتداء الجنسي، سواء كان في شكل انتهاك جنسي مستهدف، وفي كثير من الأحيان انتقامًا لعملهن .
يستهدف العنف الجنسي المتعلق بالغوغاء الصحفيين الذين يقومون بتغطية الأحداث العامة.
أو الانتهاك الجنسي للصحفيين أثناء الاعتقال أو الأسر.
ونتيجة للوصمات الثقافية والمهنية القوية، لا يتم الإبلاغ عن هذه الجرائم في كثير من الأحيان.

### المخاطر التي تواجه الصحفيات
تواجه الصحفيات سواء كانوا يعملن في سياق غير آمن أو في غرفة الأخبار خطر الاعتداء الجسدي والتحرش الجنسي والاعتداء الجنسي والسرقة وحتي القتل.
تتعرض الصحفيات للهجوم ليس فقط محاولة لإخراس تغطيتهم للأحداث، ولكن يتعرضن للهجوم أيضًا من المصادر وزملائهم الصحفيين وآخرين.
في دراسة استقصائية عالمية عام 2014 شملت حوالي 1000 صحفي، صادرة من المعهد الدولي لسلامة الأخبار بالشراكة مع المؤسسة الدولية لوسائل الإعلام النسائية وبدعم من اليونسكو، وُجد أن ثلثي النساء اللاتي شاركن بالدراسة تعرضن للإرهاب أو التهديد أو الإيذاء الجسدي في مكان عملهن.
في الفترة بين عامي 2012 إلي عام 2016، أدان المدير العام لليونسكو مقتل 38 صحفية ويمثل هذا نسبة 7% من نسبة الصحفيين الذين قتلوا.
يلاحظ أن نسبة الصحفيات اللاتي قُتلن أقل بكثير من إجمالي تمثيلهم في القوي العاملة بوسائل الإعلام.
جزء من نتائج هذه الفجوة الكبيرة بين الجنسين النقص المستمرفي تمثيل النساء اللواتي يغطين مناطق الحروب والتمرد والمواضيع المتعلقة بالسياسة والجرائم.
سبتمبر 2017، في تقرير الأمين العام للأمم المتحدة عن تحديد الخطوط العريضة لتعزيز سلامة الصحفيات للمضي قدما مع مراعاة الفوارق بين الجنسين.
في عام 2016، صدقت لجنة وزراء مجلس أوروبا علي التوصيات المقدمة لحماية الصحافة وسلامة الصحفيين وممثلي وسائل الإعلام الآخرين، وتوثيق بشكل خاص للتهديدات حسب النوع التي يتعرض لها الصحفيين، ولذلك تدعو إلى استجابات عاجلة وحازمة ومنهجية.
طلب مجلس البرنامج الدولي لتنمية الإتصال من المدير العام لمنظمة اليونسكو تقرير متضمن معلومات حسب النوع الاجتماعي.

### حقائق حول المضايقات الإلكترونية للصحفيات
أشار البحث الذي قام به مركز بيو للأبحاث أن 73% من البالغين المستخدمين للإنترنت قد رأوا بأنفسهم أشخاص تتم مضايقتهم بطريقة ما على الإنترنت، و40% منهم تعرض لذلك بشكل شخصي.
أن الفتيات بشكل خاص عرضة للتحرش الجنسي والملاحقة.
تقرير الإتجاهات العالمية لعام 2018 عن التحرش بالصحفيات عبر الإنترنت
وُجد في التحليل الذي  قامت المؤسسة البحثية ديموس لأكثر من مليوني تغريدة أن الصحفيات تعرضن لما يقرب من ثلاثة أضعاف من التعليقات المسيئة مقارنة بنظرائهم الرجال على موقع التواصل الاجتماعي تويتر.
فحصت صحيفة الغارديان 70 مليون تعليق مُدون على موقعها الإلكتروني في الفترة ما بين عام 1999 إلى عام 2016 – دُون منهم 22 ألف تعليق قبل عام 2006- ، وقد حُظر ما يقارب 1.4 مليون تعليق أي ما يعادل 2% بسبب السلوك المسئ والمخرب.
هناك ثمان صحفيات من أصل عشرة صحفيين الذين تعرضوا لأعلي مستوي من الإهانة والتصيد بالرفض.
وُجد في الدراسة الاستقصائية التي قامت بها المؤسسة الدولية لوسائل الإعلام النسائية والمعهد الدولي لسلامة الأخبار، أن أكثر من 25% من الترهيب اللفظي الكتابي أو الجسدي متضمن التهديدات التي يتعرض لها أفراد العائلة والأصدقاء حدثت عبر الإنترنت.
إن مكافحة إساءة استخدام الإنترنت تحد كبير، فهناك القليل من التشريعات وأطر السياسات على المستوي القومي والدولي لحماية الصحفيين من التحرش الرقمي.
أطلق كل من الاتحاد الدولي للصحفيين وشبكة التضامن الإعلامي لجنوب آسيا حملة بايت باك لزيادة الوعي ومكافحة التحرش الإلكتروني للصحفيات في منطقة آسيا والمحيط الهادئ.
عقدت منظمة الأمن والتعاون في أوروبا اجتماع للخبراء تحت عنوان «تحد جديد لحرية التعبير ومكافحة التحرش الإلكتروني بالصحفيات»، وقد طبعت منشورات تحمل نفس العنوان متضمنة أصوات الصحفيين والأكاديمين عن حقاثق إساءة استخدام الإنترنت تجاه الصحفيات وكيفية مكافحة ذلك.

## حرية وسائل الإعلام
حرية وسائل الإعلام هي حرية المشاركة في وسائل الإعلام، وحقوق حرية التعبير والوصول إلى المحتوي الإعلامي وإنتاجه.
كل هذه القضايا(المسائل) يمكن فهمها من خلال النظر إلى الأبعاد المتعلقة بمسألة المساواة بين الجنسين، والتي تفاقمت بسبب التعقيد المتزايد في المجال الرقمي.
ومن خلال النظر لكل هذه القضايا نجد أن المرأة لا تتمتع بالمساواة الكاملة مع الرجل، ولا تحظي في عملها بنفس القيمة التي يحظي بها الرجل.
وفي العديد من غرف الأخبار حول العالم مازالت هناك ثقافة تُصعب على المرأة التقدم.
وفي أماكن العمل هذه من الشائع أن تتعرض المرأة للتحرش والمضايقات في ظل غياب الرقابة، حتي مع وجود سياسات المساواة بين الجنسين في هذه الأماكن.
ولكن غالبًا ما تكون غير فعالة في تحد التمييز بين الجنسين.

### التمثيل الناقص للمرأة
ومن التحديات ذات الصلة غياب أصوات النساء كقضية في حرية وسائل الإعلام، بما في ذلك وضع سياسات إدارة الإنترنت بشكل أعم.
ويتضح أن هذه القضية المستمرة تشهد ركودًا في السنوات الأخيرة.
إن اجتماع حوكمة الإنترنت هو ائتلاف دينامكي بين النوع الاجتماعي وإدراة الإنترنت لدفع الاعتراف بالقضايا المتعلقة بالمساواة بين الجنسين في إدارة الإنترنت، والتي توضح أنه على الرغم من مشاركة المرأة في منتدي إدراة الإنترنت عام 2015 قد اقتربت من التساو مع الرجل، إلا أنه مازال التمثيل ضعيف للمرأة في القرارات والمناقشات.
وتمثل نسبة المرأة في لجنة الأعضاء 37% فقط، وقد انخفضت عن العام السابق والتي كانت النسبة به 40%.
وفي بعض المنظمات كهيئة الإنترنت المعنية بالأسماء والأرقام المخصصة آيكان؛ فإن مناصب الإدارة العليا يسيطر عليها الرجال بشكل كبير.
عام 2017، يتكون مجلس إدارة هيئة الإنترنت من أربعة نساء فقط في مقابل 16 رجل.
بالإشارة إلى تقليل الفجوة بين عدد النساء وعدد الرجال إلى الحد الأدني في أدوار القيادة العليا لصنع القرار فيما يتعلق بإدارة الإنترنت، فإن هذه الخطوة مهمة لتحقيق الأولوية في القضايا القائمة على أساس نوع الجنس المتعلقة بالإتاحة والخصوصية والأمن.
مازال المجتمع المدني يشكل قوة في إحراز التقدم لمواجهة عدم المساواة السائدة.
هناك منظمات أخري تعمل على الضغط من أجل زيادة التمثيل والهيئات الرئيسية لوضع المعايير، مثل تبادل النوع الاجتماعي وإدارة الإنترنت.
بمبادرة من رابطة الاتصالات التقدمية التي تهدف لسد الفجوة، بمشاركة نشطاء حقوق المرأة والحقوق الجنسية في عمليات سياسة إدارة الإنترنت.

### حرية المعلومات
إن حرية المرأة في الحصول على المعلومات والوصول إليها بعيد كل البعد عن المساواة مع الرجل، فهناك فجوة بين الجنسين في الوصول إلى المعلومات.
وقد شكلت الحواجز الاجتماعية كالجهل وانعدام التمكين الرقمي تباينات واضحة(صارخة) في التنقل بين الأدوات المستخدمة للحصول على المعلومات، وغالبًا ما يؤدي ذلك زيادة غياب الوعي بالقضايا التي تتصل بالمرأة مباشرة ونوع الجنس، مثل الصحة الإنجابية.
وهناك أمثلة على تدابير أكثر تطرفًا، مثل سلطات المجتمع المحلي التي تحظر وتقيد استخدام الهواتف النقالة من قبل الفتيات والنساء غير المتزوجات في مجتمعاتهم.
في عدد من الدول، بما في ذلك بعض الدول التي استحدثت قوانين جديدة منذ عام 2010، ولاسيما فرض الرقابة على الأصوات والمحتويات المتعلقة بمجتمع المثليين.
مما أدي إلى إثارة عواقب وخيمة في الوصول إلى معلومات تتعلق بالميول الجنسية والهوية الجنسية.
تلعب المنصات الرقمية دورًا قويًا في الحد من الوصول إلى محتوى معين، مثل قرار موقع يوتيوب عام 2017 لتصنيف مقاطع الفيديو غير الصريحة مع أفكار المثليين على أنها مُقيدة، وأن التصنيف مُصمم لتصفية محتوى من المحتمل أنه غير ملائم.

### الأنشطة عبر الإنترنت
تتداخل الجوانب الجنسانية لحرية وسائل الإعلام مع سلامة الصحفيين بشكل كبير.
تواجه الصحفيات مخاوف فريدة، مثل سلامتهن الشخصية أثناء التعامل مع المصادر السرية، والتي يمكن أن تحد من حريتهن في التعبير وإضافة تحديات يمكن أن تعيق من قدراتهن على التحمل.
وثمة بعد آخر هو مظهر العنف الجنسي باعتباره عنفًا افتراضيًا وذلك من خلال زيادة حوادث خطاب الكراهية الموجه ضد المرأة ومجتمع المثليين.
وقد كان لهذه الاعتداءات آثار سيئة وعرقلت هذه المجتمعات من المشاركة عبر الإنترنت.
وقد ثبت أن مكافحة انتشار الإساءة تمثل تحد حقيقي لواضعي السياسات الذين يريدون التقليل من الضرر الموجه للفئات المستضعفة إلى الحد الأدني.
في الإحتفال بيوم المرأة العالمي في عام 2017 ، أشار مقرر الأمم المتحدة الخاص المعني بتعزيز وحماية الحق في حرية الرأي والتعبير إلى التحديات التي تواجه الحكومات.
وأنه على الهيئات الاعتبارية ومنظمات المجتمع المدني التصدي(معالجة) هذه الانتهاكات مع الإهتمام بالقانون الدولي لحقوق الإنسان.
وقد نصح بعدم فرض الرقابة والقيود غير المبررة على حرية التعبير كوسيلة لردع الإساءة عبر الإنترنت، محذرًا من أن هذه القيود قد تؤدي في النهاية إلى تقويض حقوق المرأة التي تسعي الحكومات وممثلي الهيئات إلى توفير سبل العدالة.

## التعددية الإعلامية
تٌقيم التعددية الإعلامية من ناحية الوصول وتعدد النماذج الاقتصادية وتنوع المحتوى.
طبقًا لتقرير الإتجاهات العالمية لمنظمة اليونسكو أنه لم يتم تحقيق المساواة بين الجنسين في أدوار صنع القرار في القوي العاملة بوسائل الإعلام والتمثيل في وسائل الإعلام في أي من هذه المجالات.

### خلفية
في منتصف السبعينات عام 1970، قام أكاديميون رائدون بإجراء أول تحليل منهجي لعلاقة المرأة وظهورها في وسائل الإعلام، واستخدموا في دراستهم الرائدة هذه مصطلح إبادة رمزية (الفضل في ذلك لجورج جربنر) لوصف ما وُجدوه.
بعد مرور حوالي 40 سنة، قد إرتائ إلي أغلب علماء القضايا الجنسانية وعلماء الإعلام أن التقدم قد توقف، وأن هناك عمل مهم يجب القيام به، بما في ذلك ما يتعلق بوسائل الإعلام الرئيسية.
لا تزال النساء يظهرن بشكل أقل من الرجال كثيرًا في خطاب الأخبار، وغالبا ما تحظر الصحفيات والإعلاميات من المناصب المرموقة، وتبؤهم للمناصب العليا في المؤسسات الإعلامية لا يزال ضئيل.
طبقا لتقرير مشروع مراقبة وسائل الإعلام العالمية عام 2015 شكلت النساء واحد فقط من أربعة من صانعي القرارفي وسائل الإعلام، وواحد فقط من ثلاثة من المراسلين، وواحد من خمسة من المقابلات مع الخبراء.
زادات نسبة ظهور النساء في الأخبار والتلفزيون والراديو بنسبة سبع نقاط مئوية فقط بين عامي 1995(17%) وعام 2015(24%).
الفرص المتاحة للمواطنين العاديين بإنشاء منصات إعلام بديلة على الإنترنت تعني أنه على الرغم من ذلك وجدت أصوات المرأة ووجهات نظرها طريقة التعبير عبر هذه القنوات.

### الاعتراف الدولي
تم الاعتراف بوجود مشاكل تتعلق بنوع الجنس والتعددية الإعلامية من قبل المنظمات والوكالات الإقليمية والدولية على مدي عقود.
في عام 2010 طورت اليونسكو مجموعة شاملة من المؤشرات التي تراعي الفروق بين الجنسين في وسائل الإعلام، والتي تهدف إلى تشجيع المنظمات الإعلامية على مراجعة نفسها في نقطة عدم تطبيق معايير المساواة.
عام2013، اعتمد مجلس البرلمان الأوروبي التوصيات المقدمة من المعهد الأوروبي للمساواة بين الجنسين، والذي يحث صناعة الإعلام على اعتماد وتنفيذ مؤشرات المساواة بين الجنسين المتعلقة بدور المرأة في صنع القرار وسياسات المساواة بين الجنسين لوضع المرأة في المجالس.
أثناء الجلسة الستين للجنة الأمم المتحدة المعنية بوضع المرأة عام 2016، أطلقت هيئة الأمم المتحدة للمرأة شراكة جديدة مع منظمة إعلامية كبري للفت الانتباه إلى خطة التنمية المستدامة لعام 2030 والتي تهدف للقضاء على جميع أشكال عدم المساواة.
في عام 2015، أطلقت هيئة الأمم المتحدة للمرأة مبادرة  تصعيد العمل من أجل المساواة بين الجنسين، والتي شعارها’ كوكب المناصفة 50-50 بحلول عام 2030‘.
وعند إطلاق هذه المبادرة التزمت 70 دولة بجدول أعمال(خطة) المساواة بين الجنسين، وبعد مرور عامين زاد(ارتفع) العدد ووصل إلى 93 دولة.
أفادت مراجعة هيئة الأمم المتحدة للمرأة أن الإجراءات التي اتخذتها الدول المتعهدة أسفرت عن عدد كبير من المبادرات، على الرغم من أنه لم يذكر أيا من هذه المبادرات في وسائل الإعلام بشكل صريح.
وعلى الرغم من هذه المبادرات إلا أن المرأة من ناحية ظلت مستبعدة أو مهمشة في وسائل الإعلام، ومن ناحية أخري ظلت الصورة نمطية وتقليدية.
وتتنبأ الدراسات(الطولية) على المدي الطويل للمرأة والأخبار بأنه من غير المحتمل أن يتغير ذلك قريبًا.
وفي ظل التغيير الحالي من غير المحتمل أن يحدث تكافؤ في الظهور بين الرجل والمرأة لمدة 40 عام أخري.
يضم اتفاق تصعيد العمل من أجل المساواة بين الجنسين في وسائل الإعلام؛ ائتلاف من وسائل الإعلام من جميع أنحاء العالم ومن مختلف القطاعات، والتي الزمت نفسها بالتركيز على تحقيق المساواة بين الجنسين من خلال ثلاث طرق رئيسة:
إجراءات إعداد التقاريرالخاصة بهم، تعطيل الصورة النمطية والتحيزات؛ وذلك بزيادة عدد النساء في منظماتهم بما في ذلك أدوار القيادة وصنع القرار، تطوير ممارسات الشركات التي تراعي الفروق بين الجنسين .
وعند إطلاقها اشتركت بها 39 دار من دور الإعلام كأعضاء مؤسسين للاتفاق، على الرغم من أن كل منها سيضع جدول الأعمال الداخلي الخاص به، ولكن كونه عضو في الاتفاق يتطلب ذلك تنفيذ الحد الأدني من الإجراءات.

### المساواة بين الجنسين في القوي العاملة بوسائل الإعلام
في كثير من البلدان يتخرج عدد كبير من النساء مثل الرجال من برامج الإعلام والصحافة والإتصال ثم يدخلن صناعة الإعلام.
في عام 1995، حين تم إجراء أول تحليل جوهري للعاملات في وسائل الإعلام في حوالي 43 دولة، شكلت النساء نسبة حوالي 40% من القوي العاملة بوسائل الإعلام.
وتشجع المرأة على عدم الخوض في الأخبار ’الصعبة‘ وتوجيهها بدلًا من ذلك إلى مجالات أخبار يُزعم أنها أكثر’اهتمامًا‘ للمرأة، وعادة ما يتم اعتبارها بأنها أقل شهرة.
وقد وجد تقرير مشروع مراقبة وسائل الإعلام الدولية في عام 2015 أن نسبة 31% من القصص المتعلقة بالسياسة ونسبة 39% من القصص المتعلقة بالاقتصاد بأقلام نسائية.
وتشهد القصص المتعلقة بالسياسة والجرائم أقل عدد من الصحفيات في جميع المناطق باستثناء آسيا وأمريكان اللاتينية.
على عكس الرجال حين تعمل المرأة على القصص الإخبارية ’الصعبة‘، فإنها غالبًا ما تكافح من أجل تحقيق الظهور لنسختها، ما يزيد عن ثلث (37%) القصص في الصحف ونشرات الأخبار التلفزيونية والإذاعية قد سطرتها نساء(بأقلام نسائية)، أو تم الإبلاغ عنها بشكل واضح أو مسموع من قبل النساء.
كما الحال في دراسة مشروع مراقبة وسائل الإعلام الدولية 2005، تُظهر التحليلات الأكثر تركيزًا لدول فردية نفس الإتجاهات تمامًا، على سبيل المثال:
يُظهر بحث من الولايات المتحدة أنه بينما يكتب الصحفيات في مجموعة واسعة من المواضيع، إلا أنهن لا يزالن أقلية من كُتاب الأعمدة في الصحف اليومية الكبري.
في عام 2015، وجد مشروع مراقبة وسائل الإعلام الدولية أنه من حيث تقديم نشرة الأخبار فإن النسبة العالمية للنساء بلغت 49% وهي نفس النسبة في عام 2000 وقد قلت هذه النسبة 2% من نتائج عام 1995.
ومنذ عام 2005 انخفض عدد النساء اللاتي يعملن كصحفيات في الأخبار في التلفزيون والإذاعة بنسبة 4%.
ويُظهر التحليل الدقيق الذي قدمه تقرير الإتجاهات العالمية أن النساء أكثر عددًا في التلفزيون (57%)، وأقل عددًا في الإذاعة(41%)؛ حيث أنه من الواضح أن«المظهر» أقل أهمية.
إن أغلب المذيعين الأصغر سنًا من النساء، ولكن الأمر انعكس بالنسبة للمذيعين الأكبر سنًا فجميعهم من الرجال. لم يكن هناك مراسلات تقريبًا أكبر من 65 عام.
يظهر تقرير المركز الإعلامي للمرأة عام 2017 عن المرأة ووسائل الإعلام في الولايات المتحدة الصورة التي تغيرت قليلًا عن النتائج والوقائع الأخيرة المقدمة من مشروع مراقبة وسائل الإعلام الدولية، من نتائج دراستها السابقة.
أنتجت النساء 37.7% من التقارير الإخبارية في 20 من أكبر منافذ الأخبار في البلاد، وقد زادت هذه النسبة 4, نقطة مئوية مقارنة بعام 2006.
في الأخبار المذاعة، انخفض بالفعل حضور النساء كمذيعات ومراسلات وصحفيات ميدانين إلى 7 نقاط مئوية بين عامي 2015 و 2016.
ووجدت دراسة المركز الإعلامي للمرأة أن الفوارق القائمة على نوع الجنس موجودة في جميع وسائل الإعلام والصحف والأخبار عبر الإنترنت والخدمات السلكية مثل البث، ولكنها واضحة بشكل لافت في الأخبار التلفزيونية.
ومن المرجح أن يؤدي العالم الرقمي إلى إدامة نفس الانقسامات بين الجنسين الموجودة في العالم غير المتصل بالإنترنت.
هناك القليل من الأدلة التي توحي بأن وسائل الإعلام الرقمية تستخدم وتروج للنساء أكثر من الأجزاء الأخري من البيئة الإعلامية.
تشير أحدث النتائج التي توصل إليها مشروع مراقبة وسائل الإعلام الدولية أن رؤية المرأة كمواطنة وإعلامية في المواقع الإخبارية على الإنترنت وموجزات تويتر كانت 26%، أي أنها أعلي نقطتين مئويتين فقط من التلفزيون والإذاعة والمطبوعات.
كان الوضع وراء الكواليس في شركات الإنترنت الكبري التي لها تأثير على المحتوى الإخباري الذي يتم عرضه بشكل أكثر وضوحًا والمسؤولة عن الإشراف علي التعليقات والمناقشات، وضعًا قاسيًا بنفس القدر.

### المرأة واتخاذ القرار
التحدي بالنسبة لكثيرمن النساء أكبر  بكثير من مجرد اقتحام هذه الصناعة، ولكن القدرة علي تحقيق تقدم لأعلي المستويات في حياتهم المهنية.
وجد التقرير العالمي لوضع المرأة في وسائل الإعلام الإخبارية أن المرأة تتبوأ أكثر من الربع بقليل في مناصب الإدارة العليا (27%) وفي وظائف الحكم(26%).
والمناطق التي كان تمثيل المرأة أفضل هي دول أوروبا الوسطى (33%) وأوروبا الشرقية (43%) ودول الشمال الأوروبي (36%).
في أماكن أخري كدول آسيا والمحيط الهادئ كانت المرأة تشكل فيه خمس مناصب الحكم وأقل من 10% من مناصب الإدارة العليا.
وجد المشروع الأوروبي الرئيسي الممول من المعهد الأوروبي للمساواة بين الجنسين نتائج متشابهة جدًا لذلك.
يتقلد الرجال أغلب مناصب الإدارة العليا وعضوية مجالس الإدارة في 99 دار من دور الإعلام في جميع أنحاء الاتحاد الأوروبي.
تميل منظمات القطاع العام إلى تعيين وترقية النساء لمناصب عليا أكثر من مؤسسات وسائل الإعلام الخاصة.
المساواة بين الجنسين في مناصب صنع القرار ومجلس الإدارة في المؤسسات الإعلامية في أوروبا.
في منطقة آسيا والمحيط الهادئ وجد تقرير مشترك مقدم من مكتب اليونسكو في بانكوك ومنظمة الأمم المتحدة للمرأة والإتحاد الدولي للصحفيين ومنظمة آسيا والمحيط الهادئ، أن تمثيل المرأة في أدوار صنع القرار ضعيف بشكل ملحوظ.
في دول جنوب أفريقيا، وجدت دراسة عن الروابط بين الجنسين أن المرأة تشكل نسبة 40% من موظفي وسائل الإعلام، و34% من مديري وسائل الإعلام.
وأظهرت الدراسة أن التحرش الجنسي لا يزال قضية رئيسة بالنسبة للمرأة:
أقل من 20% من الإعلاميات قلن أنهن تعرضن للتحرش الجنسي بشكل شخصي، وأجمع أغلبهن أن الجاني كان زميل أقدم منهن.
وبالنسبة لماري كوسوت، لا يزال تمثيل المرأة ناقصًا إلى حد كبير كمالكة لوسائل الإعلام، وهو اتجاه استمر بلا انقطاع خاصة مع زيادة تركيز وسائل الإعلام من خلال توحيد وتقارب وسائل الإعلام.

### التمثيل والنوع الاجتماعي
ناقش العديد من الباحثين في وسائل الإعلام النسوية أن ما نراه أمام الكاميرا يتحدد إلى حد كبير بمن وراء الكاميرا، وهناك سبب للاعتقاد بأن  مزيد من النساء العاملات بغرفة الأخبار يمكنهن إنتاج أخبار أكثر تنوعًا.
أظهرت العديد من الدراسات من ضمنها مشروع مراقبة وسائل الإعلام الدولية أن الصحفيات أكثر عرضة لإظهار المصادر النسائية في قصصهن أكثر من الرجال، مما يؤدي إلى تقارير أكثر إتزانًا ولها قدرة أفضل على عكس وجهات النظر للمجتمعات المختلفة.
تمكن مشروع مراقبة وسائل الإعلام الدولية عام 2015 من إجراء مقارنات خلال العشرين عام التي عمل فيها.
على الرغم من التقدم الكبير للمرأة خلال العقدين الماضيين في القطاع العام والقطاع الخاص، ارتفع معدل ظهور النساء في التلفزيون والإذاعة والمطبوعات بنسبة 7% فقط بين عامي 1995 (17%) وعام 2015 (24%).
غالبًا ما تظهر المرأة في وسائل الإعلام عند التحدث عن تجربة شخصية (تمثل 38%)، في حين أن 20% فقط من المتحدثين الرسمين و19% من الخبراء البارزين في القصص من النساء.
يمتد التمثيل الناقص للمرأة في المحتوي الإعلامي إلى كل المناطق.
كانت النساء البارزات في القصص 32% من الخبراء الذين أجريت معهم مقابلات في أمريكا الشمالية، يليها منطقة البحر الكاريبي 29 % وأمريكا اللاتينية 27%.
في منطقة جنوب أفريقيا وجدت آخر دراسة عن تقدم الإعلام ونوع الجنس والتي شملت 14 دولة، أن آراء المرأة وأصواتها لا تمثل سوي 20% من مصادر الأخبار عبر وسائل الإعلام في جنوب أفريقيا.
طبقًا لما أوردته سارة مشاريا أنه حتي لو ظهر الكثير من النساء في وسائل الإعلام، فقد يكون لهذا تأثير محدود على التحيزات والقوالب النمطية المتأصلة الموجودة في المحتوي الإعلامي.
وإن هذا يمكن أن يعزز أدوار الجنسين الضيقة والتي تحد من الخيارات والاختيارات المتاحة للجميع.
ولهذا السبب يواصل الكثير من ممثلي الجهات الفعالة على تشجيع كل العاملين بالمجال الإعلامي على مواصلة عملهم وأن يكونوا أكثر مراعاة للفوارق بين الجنسين، وذلك من خلال التدريب والسياسات الداخلية التي تراقب التغطية وتشجيع على زيادة الوعي بقضايا المساواة بين الجنسين.

### صورة المرأة في وسائل الإعلام
ظلت إنجازات المرأة في القطاع الإعلامي غير معترف بها لأمد بعيد من قبل المنظمات المهنية التقليدية والإخبارية، ولم يتغير هذه الإتجاه.
فازت المرأة بالربع فقط من جوائز بوليتزر للتقارير الأجنبية، و17% فقط من جوائز مارثا جيلهورن للصحافة.
أطلق عدد من المنظمات التي يركز معظمها على النوع الاجتماعي، جوائز مخصصة للإعتراف بإنجازات المرأة في المجال الإعلامي.
تواصل المؤسسة الدولية لوسائل الإعلام النسائية الاعتراف بالعمل الشجاع للصحفيات.
في عام 2017، بدأ تحالف الصحفيات السينمائيات بمنح جائزة EDA سنويًا لتكريم المصورات الصحفيات وصانعات الأفلام.
في الآونة الأخيرة، في عام 2015، بدأ بنك التنمية الافريقي برعاية فئة لحقوق المرأة، تهدف إلى تعزيز المساواة بين الجنسين من خلال وسائل الإعلام، باعتبارها واحدة من الجوائز التي تُمنح سنويًا من قبل عالم واحد لوسائل الإعلام.
بالنظر إلى الطريقة التي تظهر بها مساهمة المرأة في البيئة الإخبارية، جائزة اليونسكو/ غبير مو كانو العالمية لحرية الصحافة تُمنح لتكريم شخص أو منظمة قدمت مساهمة ملحوظة في الدفاع أو تعزيز حرية الصحافة في أي مكان في العالم.
كان هناك تسع نساء من أصل عشرين فائز. 
يدير معهد بوينتر للصحافة منذ عام 2014 أكاديمة القيادة للنساء في الإعلام الرقمي، تركز على المهارات والمعرفة اللازمة لتحقيق النجاح في بيئة الإعلام الرقمي.
قد بدأت مبادرات مشابهة في الظهور في أماكن أخري.
قادت اليونسكو ورش عمل للإعلاميين ووسائل الإعلام المجتمعية في الغابون وبوروندي، كجزء من المجهودات العالمية لتعزيز المساواة بين الجنسين في مجال الإعلام.

## استقلال وسائل الإعلام
الاستقلال الإعلامي هو قدرة منفذ الأخبار على تقديم أخبار دقيقة وغير متحيزة للجمهور.
في دراسة أجريت عام 2016 لآراء أعضاء المجلس في أمريكا الشمالية وأوروبا الغربية بشأن الأخذ بنظام الحصص، على سبيل المثال، الأفراد الذين التزمت منظماتهم (بلدانهم) بإتخاذ إجراءات لزيادة تمثيل المرأة كانوا متحمسين لمردود هذا، على النقيض من ذلك نادرًا ما يحرص الأفراد الذي يعملون في سياقات دون هذه الالتزامات على تبني مثل هذه الاستراتيجيات.
في معالجة القضايا المتعلقة بالمساواة بين الجنسين واستقلال وسائل الإعلام، طُورت العديد من مبادرات الدعم ومراقبة وسائل الإعلام خلال السنوات القليلة الماضية والتي قدمت بيانات حول استمرار عدم المساواة بين الجنسين.
برزت النقابات الإعلامية سواء على المستوي المحلي والوطني والإقليمي والعالمي في العمل على حماية مصالح العاملات بوسائل الإعلام، بدء التجمعات النسائية وتعيين ضابطات وتأسيس مؤتمرات للمرأة وتطوير كتيبات الممارسة الجيدة.
الاتحاد الدولي للصحفيين، على سبيل المثال، لديه مجلس المساواة بين الجنسين الذي ينسق عمله الذي يركز على المساواة بين الجنسين.
منذ إنشائه كان مجلس المساواة بين الجنسين الأداة الرئيسة لإتحاد الصحفيين الدوليين لتوجيه المشاريع، وصياغة السياسات المتعلقة بالمساواة بين الجنسين والممارسة الجيدة.
دعم القضايا القائمة على نوع الجنس وتعميمها في جميع أنحاء الاتحاد الدولي للصحفيين ومشاريعه ونقابات أعضاءه.
خلال مؤتمره لعام 2016، تم تكريس وحماية مجلس المساواة بين الجنسين رسميًا من خلال إدراجه في دستور الاتحاد الدولي للصحفيين.
نشطت الإعلاميات بأنفسهن في تكوين شبكات خاصة بهن لدعم وتشجيع بعضهن البعض، وتنظيم الأحداث ووضع مخططات التوجيه، والبدء في منح جوائز تعترف بإنجازات المرأة.

### المساواة بين الجنسين في أماكن العمل الإعلامي
أظهرت الأبحاث التي أجريت على مدي العقدين الماضيين حول ظروف عمل الإعلاميات، أن النساء يواجهن أحيانا العداء داخل غرفة الأخبار، مما يمكن تفسيره جزئيًا بالافتقار إلى السياسات التنظمية المتعلقة بالمساواة بين الجنسين وآليات الإبلاغ عن التحرش.
وجدت الدراسة العالمية التي أجرتها المؤسسة الدولية لوسائل الإعلام النسائية عام 2011 عن المرأة في وسائل الإعلام الإخبارية، المذكورة في الفصل السابق، أن أكثر من نصف المؤسسات الإخبارية التي شملتها الدراسة لديها سياسة على نطاق الشركة بشأن المساواة بين الجنسين، لكن مع وجود اختلافات واضحة بين المناطق.
لدي أكثر من ثلثي المنظمات التي مقرها في أوروبا الغربية وأفريقيا مثل هذه السياسات، مقارنة بربعها في الشرق الأوسط وشمال أفريقيا، وأقل من 20% في وسط وشرق أوروبا.
وجد تقرير المعهد الأوروبي للمساواة بين الجنسين لعام 2013، الذي بحث في 99 دار من دور الإعلام الكبري في أنحاء أوروبا، أن ربع هذه المنظمات لديها سياسات تتضمن نص متعلق بالمساواة بين الجنسين، وغالبًا ما يكون ذلك جزء من التوجيهات الأوسع نطاقًا على مستوى المجتمع.
والجدير بالذكر أن من بين 99 منظمة كانت هيئات الخدمة العامة الأكثر إمكانية من المؤسسات التجارية في تطبيق سياسات المساواة.
عادة ما تفتقر دور الإعلام التي لديها مثل هذه السياسات إلى آليات لرصد فعاليتها، مما يحد من قدرتها على إحداث تغيير.
لا تعكس القيود المفروضة على ممارسات العمل لمعالجة عدم  المساواة بين الجنسين انعدام الدعم، فهناك دليل على تزايد الالتزام بتحقيق المساواة بين الجنسين من جانب المنظمات الإعلامية.

### رصد وسائل الإعلام والدعوة لها
بالإضافة إلى مشروع الرصد الإعلامي العالمي هناك الكثير من المبادرات الإقليمية التي ترصد بإنتظام الجوانب الجنسانية في وسائل الإعلام، وبعضها يعمل مع الصحفيين لتعزيز التغيير داخل غرف الأخبار.
تقود منظمة حلقات الوصل بين الجنسين، والتي أُنشات عام2001، في جنوب افريقيا لتعزيز المساواة بين الجنسين في وسائل الإعلام وعبرها.
في الجنوب الأفريقي مجموعة من المؤسسات الإعلامية المكونة لتحالف البروتوكول الجنساني للجنوب الأفريقي.
وتعمل المنظمة على تعزيز الدعوة لوسائل الإعلام من خلال مبادرات عالمية مثل التحالف العالمي من أجل المساواة بين الجنسين في وسائل الإعلام، واستضافة مؤتمرات القمة الجنسانية والإعلامية، وضع سياسات بالتعاون مع المنظمات الإعلامية من خلال التدريب ووضع السياسات.
وتعكف المنظمة حاليًا على تطوير مراكو للتميز من أجل المساواة بين الجنسين في وسائل الإعلام في 108 غرفة أخبار في جميع أنحاء الجنوب الأفريقي.
في عام 2016 أطلقت الرابطة العالمية للاتصال المسيحي وشبكة مشروع الرصد الإعلامي العالمي وشركاء آخرين حملة لإنهاء التحيز الجنسي في وسائل الإعلام بحلول عام 2020.
تشجع وتدعم حملة’ أنهوا التحيز الجنسي في وسائل الإعلام‘ مبادرات الدعوة التي تعزز تغيير السياسات الإعلامية وممارسة الصحافة.
وتتخذ الحملة نهجًا متعدد التخصصات وتستخدم مجموعة متنوعة من الأدوات المختلفة لنشر الوعي، بما فيها سجل الأداء الجنساني الذي تُقاس به المؤسسات الإعلامية.
وتُولي الشبكة النسائية الأفريقية للتنمية والاتصال والتي أُنشئت عام 1988 كجزء من مشروع أوسع نطاقًا لتعزيز تمكين المرأة في أفريقيا، أولوية لتنمية المرأة في مجال الاتصال.
حيث أنشات وتدير منصات لتبادل المعلومات والأفكار والاستراتيجيات والخبرات لتعزيز التعلم المتبادل وتنفيذ الأهداف المشتركة؟
وتقدم الشبكة النسائية الأفريقية للتنمية والاتصال توصيات سياسية إستراتيجية من خلال إعداد تقارير وموجزات السياسات.
قادت الشبكة مبادرات واسعة النطاق لبناء القدرات المحلية، مثل تيسير انتفاع المرأة بتكنولوجيا المعلومات والاتصالات في أفريقيا.
في آسيا، شرعت شبكة نساء جنوب آسيا في مشروع بحثي بعنوان’ المرأة من أجل التغيير: بناء وسائل إعلام مراعية للفوارق بين الجنسين في جنوب آسيا‘.
ويشمل ذلك تسعة بلدان في جنوب آسيا، ويدعم برنامج اليونسكو الدولي لتنمية الاتصال جزئيًا هذا المشروع.
بالإضافة إلي ذلك، يعمل عدد من المنظمات الوطنية محليًا للتصدي إلي التفاوت في تمثيل المرأة ومشاركتها في وسائل الإعلام.
المرأة والإعلام والتنمية( المعروفة باختصارها العربي تام TAM) وهي منظمة مقرها فلسطين وتأسست عام 2004.
وتعمل منظمة تام TAM مع النساء المحليات لتعزيز زيادة نسبة تمثيلهن في وسائل الإعلام، وتعزيز بيئة يكن فيها قادرات على التواصل الفعال والدفاع عن حقوقهن.
توفر منظمة تام TAM تدريب للنساء حول كيفية الوصول إلى مختلف منصات وسائل الإعلام واستخدامها، بالإضافة إلى ذلك تعزيز التوعية المجتمعية ومبادرات الدعوة.
يسرت منظمة تام TAM بناء القدرات وعملت على مكافحة القوالب النمطية للمرأة في وسائل الإعلام، وذلك عن طريق تقديم إرشادات وأدلة تدريبية تراعي الفوارق بين الجنسين.
بالإضافة إلى ذلك تنفيذ المشاريع التي تهدف إلى زيادة وصول المرأة لمناصب صنع القرار والمشاركة المدنية.

### الجمعيات المهنية الرسمية وغير الرسمية
يدعم عدد من الشبكات الرسمية وغير الرسمية الخاصة بالإعلاميات المرأة في المجال الإعلامي.
يعد التحالف من أجل المرأة في وسائل الإعلام أحد أقدم هذه الشبكات، والذي أُسس عام 1951 للمرأة الأمريكية في الإذاعة والتلفزيون، والذي يدعم النساء في جميع وسائل الإعلام لتوسيع شبكاتهن، والمشاركة في التدريب والتطوير المهني، والإشادة بمواهبهن.
في عام 1975، بدء برنامج الجوائز السنوي للاعتراف بعمل صُناع البرامج ومقدمي المحتوي في تعزيز المرأة وقضايا المرأة.
ومن الأمثلة الأكثر تركيزًا على الصعيد الإقليمي شبكة ماري كولفن للصحفيين، وهي مجتمع ثنائي اللغة عربي – إنجليزي عبر الإنترنت للصحفيات في العالم العربي، وتهدف إلى مساعدة الصحفيات المحليات المستضعفات اللاتي يفتقرن إلى الدعم المتعلق بالتدريب على السلامة والعقود القانونية والتأمين والرعاية النفسية.
أنشأت النقابات الإعلامية على المستوي المحلي والإقليمي والعالمي لجان حزبية للنساء، ودشنت حملات لتشجيع المزيد من النساء على الترشح لمناصب منتخبة في إطار الهياكل النقابية الرسمية.
في عام 2001، وجد الإتحاد الدولي للصحفيين أن النساء يمثلن نسبة 29% من عضوية النقابات في 38 دولة، و17% فقط من أعضاء هيئة إدارة النقابات.
في تقرير 2010، وُجد أن تمثيل المرأة في مجالس الإدارة زاد قليلًا ووصل إلى نسبة 15%.
في أوروبا بين عامي 2006 وعام 2013، انخفضت نسبة النساء في عضوية النقابات من 45% إلى 42%، وانخفضت نسبتهم أيضًا في عضوية مجالس الإدارة من نسبة 39% إلي نسبة 36%.